# 圣艾蒂安城市公共交通
圣艾蒂安城市公共交通（法語：Transport public de l'agglomération stéphanoise），是法国中部城市圣艾蒂安（法語：Saint-Étienne）的城市公共交通系统，由圣艾蒂安城市公共交通集团（法語：Société de transports de l'agglomération stéphanoise）经营，其商业名称为""，总部位于圣艾蒂安都会区当中的雅雷地区圣普列。现由法国交通发展集团（法語：Transdev）负责运营。

## 历史
圣艾蒂安是法国本土仅有的一直保留有轨电车的城市之一（另外两个是马赛和里尔，后两者则均将米轨有轨电车换成了准轨，而圣艾蒂安却一直是窄轨），其有轨电车系统自1881年运行以来从未中断。
1883年，圣艾蒂安窄轨有轨电车集团（法語：CFVE）成立。
1940年，圣艾蒂安市区出现了无轨电车。
1980年，圣艾蒂安城市社区公共交通联合会成立，并于第二年开始使用"STAS"作为商业名称。
2006年，圣沙蒙城市公共交通系统整体并入了圣艾蒂安城市公共交通系统。
2016年起，Urbos系列有轨电车开始投入使用。
2017年9月，圣艾蒂安公交网进行了大规模的调整。

## 组织

### 运营
圣艾蒂安城市公共交通由法国交通发展集团负责提供车辆及人员配置并运营，其运营权期限为2021年。

### 财政
圣艾蒂安城市公共交通的财政管理由圣艾蒂安城市公共社区（Communauté urbaine Saint-Étienne Métropole）负责财政，其财政来源包括4部分：
- 地方财政支出（Contribution），即圣艾蒂安都会区本身。2017年，圣艾蒂安城市公共社区的对圣艾蒂安城市公共交通的财政支出大约为1740万欧元，占其总支出的6%[3]。
- 交通社会保障（Versement du transport），由公共设施保障局（法語：URSSAF）负责。
- 商业收入，即车票等。
- 国家直接补助，2015年约为42.9万欧元。

## 设施
截止2015年12月，圣艾蒂安城市公共交通系统共有各类常规线路29条，包括35辆有轨电车、11辆无轨电车、119辆铰链式公共汽车和150辆普通公交车，平均旅速约为17.9公里/小时。共雇有员工688人，平均年龄为45.69岁，其中约453人为司机。
圣艾蒂安境内有多个公交车辆停放点。

## 线路
截止2017年10月，圣艾蒂安城市公共交通系统共包含3条有轨电车线路，7条干线公交线路（包括1条无轨电车线路）以及44条普通公交线路。其线路网覆盖了圣艾蒂安都会区范围内的45个市镇，总辐射人口接近40万。

### 其它服务
圣艾蒂安城市公共交通系统内共设有15处综合停车场。

## 票价
圣艾蒂安城市公共交通的车票系统包括两大类型：单次车票和公交卡。

### 单次车票
圣艾蒂安城市公共交通的单次车票包括两种：单次票（1.4欧元）和10次票（10×单次票，10欧元），不记名，可在有轨电车车站的自动售票机处购买，在公交车上购买则仅能购买单程车票。单次车票在刷卡后一个半小时内可无限次换乘。此外，在综合停车场附近亦可购买停车+公交联合车票。

### 公交卡
圣艾蒂安的公交卡包含多种类型，包括公共卡（所有人均可办理和使用）、学生卡、老年卡等，办理时需实名登记并出示相关证件。普通的公交卡可在指定的时间段内无限次乘坐圣艾蒂安城市公共交通下属的所有线路，小型联合卡（法語：T-Libr S）则可在圣艾蒂安城市公共社区范围内乘坐包括TER列车在内的所有公共交通，而中型联合卡（法語：T-Libr M）和大型联合卡（法語：T-Libr L）则还可同时乘坐里昂或里昂+维埃纳+布尔关雅留的城市公共交通。
根据圣艾蒂安城市公共交通年鉴的数据显示，2015年，在乘坐圣艾蒂安城市公共交通系统的乘客当中，有超过70%使用了公交卡。
此外，圣艾蒂安城市公共交通系统还支持使用奥弗涅-罗纳-阿尔卑斯大区下属的大区综合交通卡（法語：OùRA），该卡可在不同的公共交通工具上同时使用，方便区内的通勤人员。

## 未来发展
圣艾蒂安近期规划延伸有轨电车3号线经过吉夏尔球场前往平台站，预计2019年投入使用。

## 图集

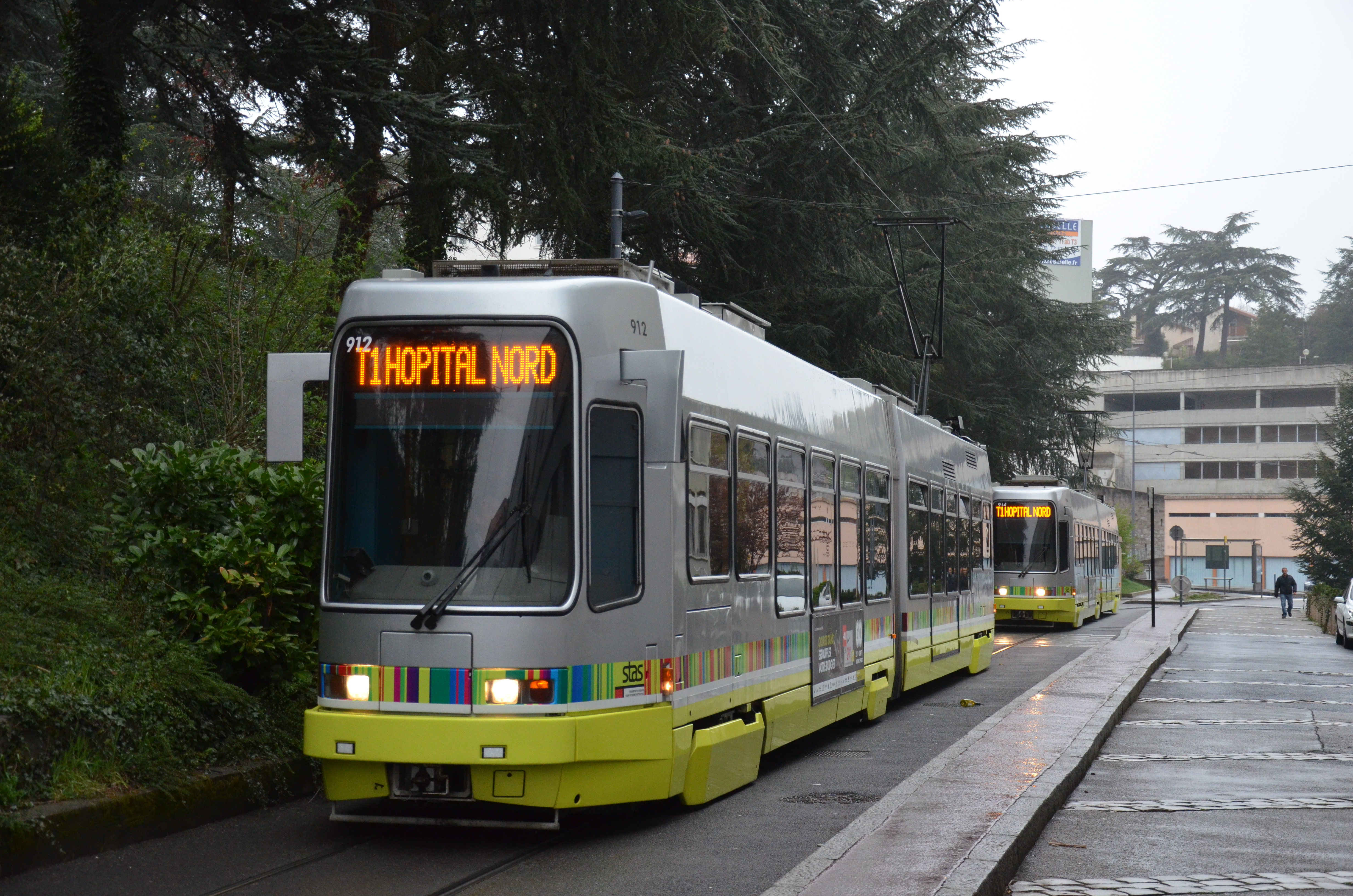
圣艾蒂安有轨电车T1线
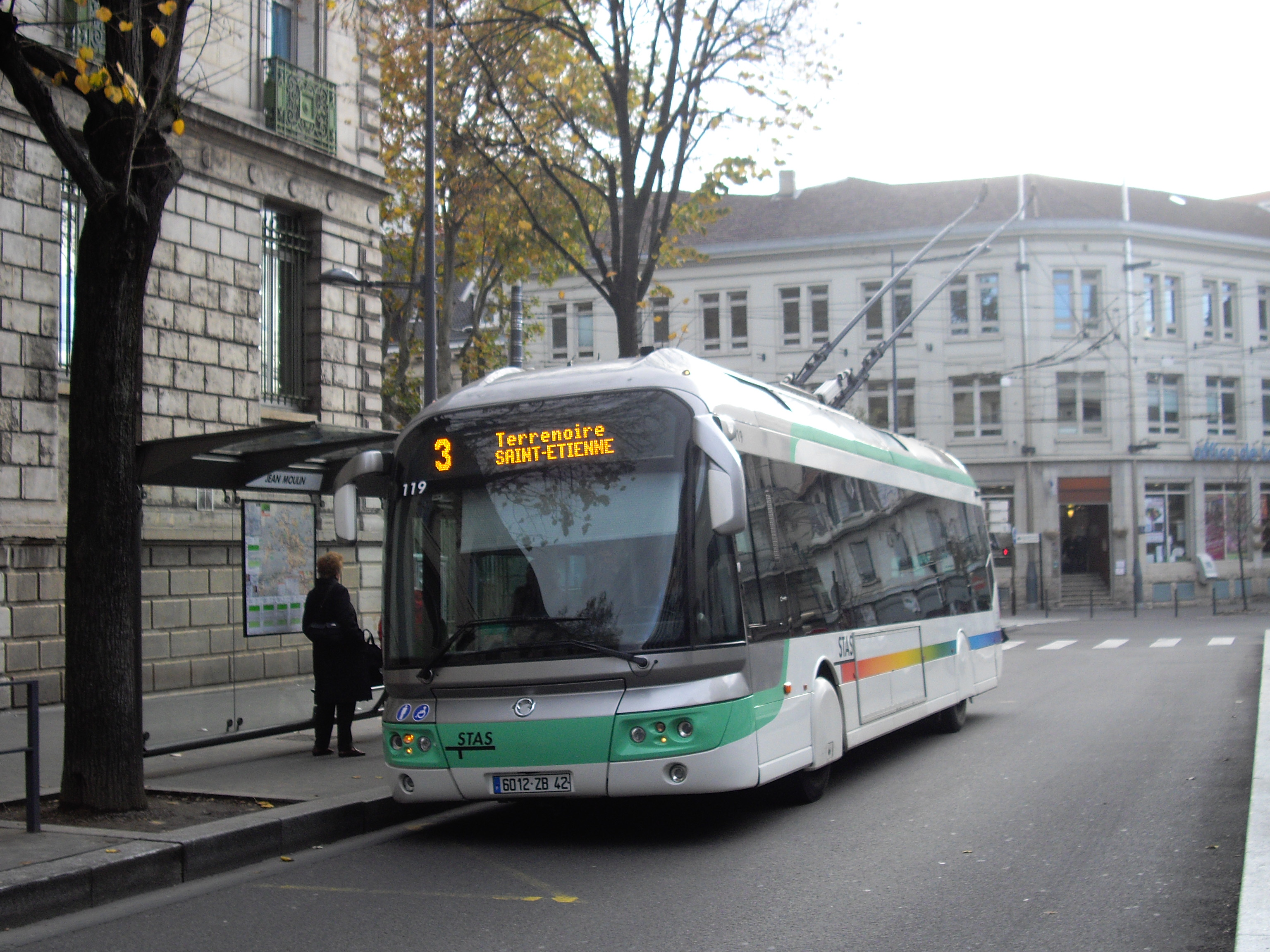
圣艾蒂安公交3路（无轨电车）
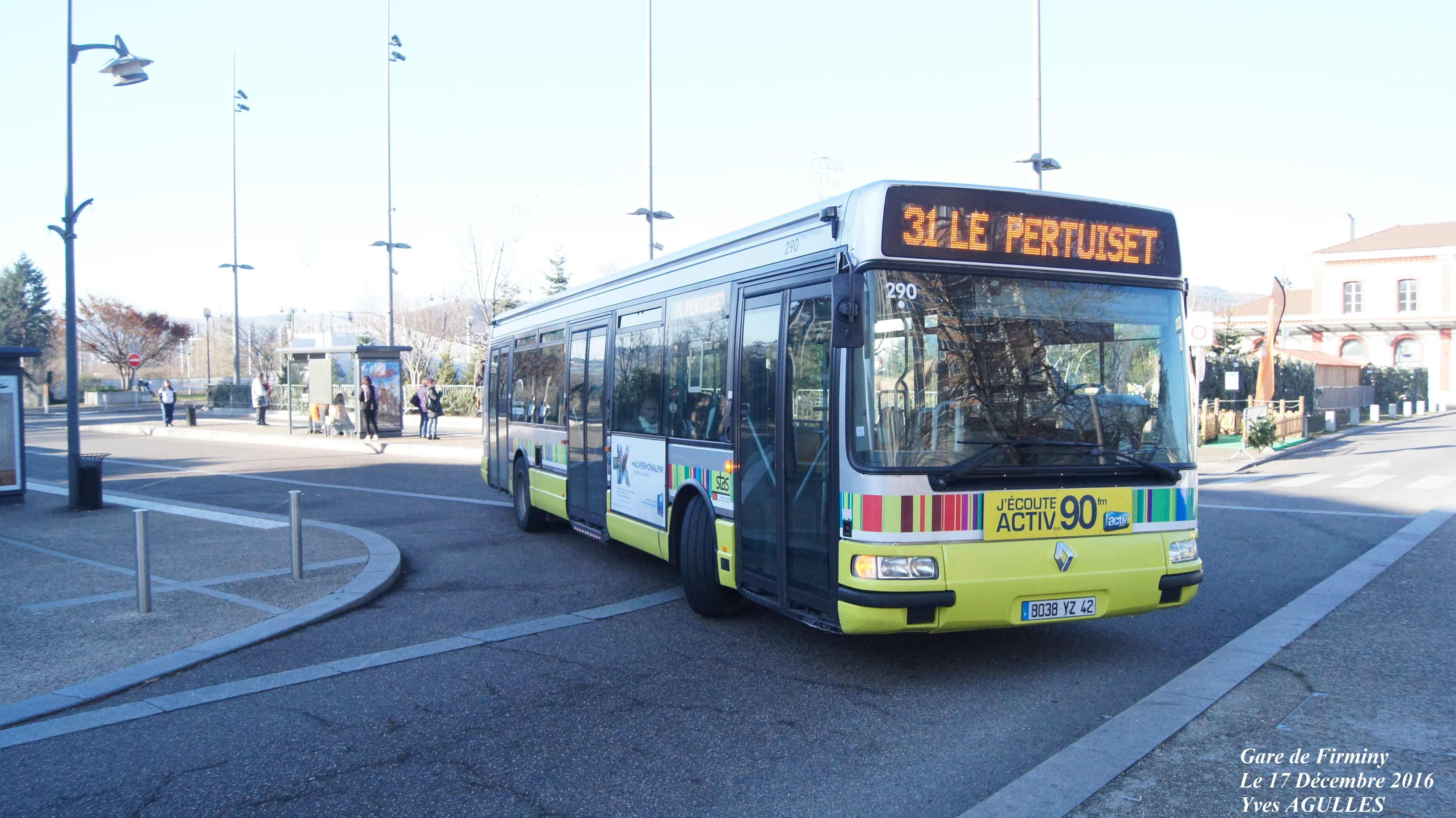
圣艾蒂安公交31路
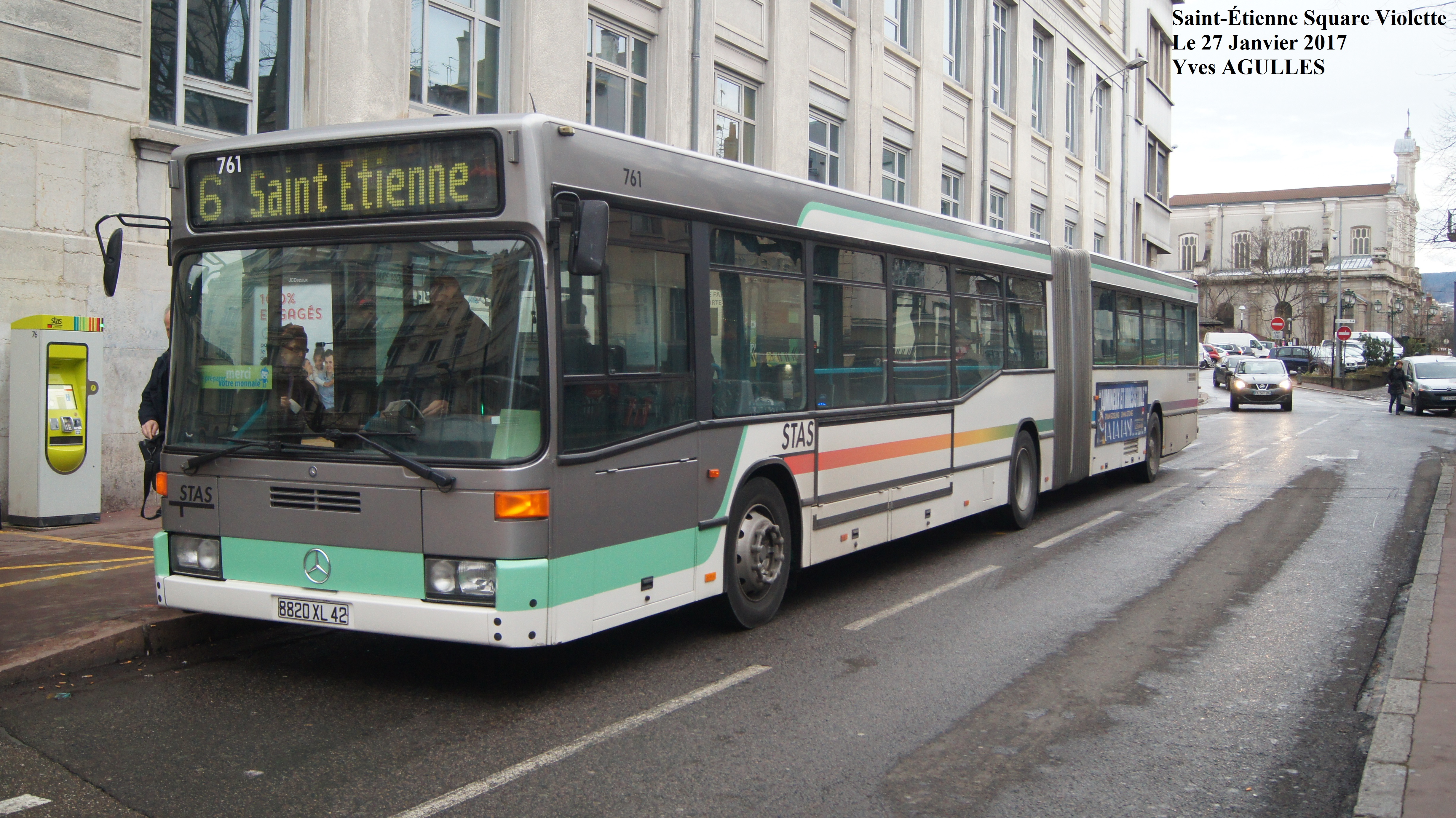
圣艾蒂安公交6路